# Теорія користі і задоволення у аналізі медіа
Теорія користі і задоволення (англ. Uses and Gratifications Theory) - соціологічна теорія, яка придає велике значення активній участі аудиторії у прийнятті рішень і визначенні цілей при споживанні нею продукції ЗМІ. Теорія користі і задоволення суттєво відрізняється від інших теорій, які пояснюють ефекти медіа, тому що розглядає членів аудиторії не як пасивних отримувачів інформації, а як активних агентів-користувачів медіа.

## Зміст теорії

### Основні положення
Е. Катц, Дж. Бламлер і М. Гуревич у 1974 році виокремили 5 базових положень, які, з точки зору теорії користі і задоволення, допомагають зрозуміти взаємозв'язок між аудиторією та медіа:
1. Аудиторія розглядається як активна, тобто, велика частина аудиторії під час користування медіа направлена на досягнення конкретної цілі... форми повідомлень медіа визначаються більшою або меншою мірою очікуваннями щодо того, який зміст повинен бути запропонований користувачеві медіа
2. В процесі масової комунікації велику роль у поєднанні  потреб аудиторії та напрямі дії медіа відіграє член аудиторії. Це ставить серйозні обмеження на теоретизування про будь-який прямий ефект медіа на установки або поведінку аудиторії
3. Медіа конкурує з іншими джерелами, які спрямовані на задоволення потреб. Сегмент інших людських потреб, а також рівень, до якого вони можуть бути задоволенні через використання медіа, різняться.
4. З методологічної точки зору, багато інформації про цілі користування медіа може бути винесена з даних, які дають самі користувачі, тому що аудиторія може сама усвідомлювати свої інтереси і  мотиви  користування медіа, або хоча б виділяти їх при правильно сформульованому запитанні
5. Коли досліджуються орієнтації аудиторії, ціннісні судження про культурну значимість масової комунікації повинні бути усунені[2]

Сьогодні теорія базується на наступному:
1. Значна частина активності реципієнта пов'язана із сформованими і усвідомленими ним цілями, слугує досягненню інших цілей
2. Навичка споживання медіа продукту може перетворитися в потребу, і, відповідно, стати самоціллю
3. Медіа створює шанси задоволення нових потреб старими способами (наприклад, ідентифікація себе з героями)
4. Відносний коефіцієнт ініціативи у реципієнта вищий, ніж у комунікатора
5. Зазвичай люди використовують медійні тексти раціонально, але у деяких випадках (невротики, погано соціалізовані особистості і т.д.) медійний продукт слугує засобом ідентифікації фікції з реальністю[3]

### Цілі аудиторії
Декілька дослідників прокласифікували потреби і задоволення аудиторії та створили на основі цієї класифікації систему, яка складається з чотирьох елементів:
- пізнання
- різноманіття
- соціальне єднання
- абстрагування

Пізнання - це процес дізнавання про щось. Коли людина використовує мас медіа з ціллю дізнаватися про щось, вона це робить шляхом пізнання. Очевидно, що пізнавальне використання аудиторією медіа аналогічне оглядовій функції медіа на макрорівні. Дослідники виявили, що на рівні індивіда можна виділити два види пізнавальних потреб. Перша пов'язана з потребою слідувати інформації про поточні події, в той час, коли інша має на меті пізнання речей в цілому, або речей, які пов'язані з загальною цікавістю члена аудиторії. Декілька досліджень показали, що багато людей наводять такі причини користування медіа:
- я хочу знати, чим займається держава
- я хочу розуміти, що відбувається у світі
- мені цікаво, що роблять політичні лідери

Ці причини становлять собою вид потреб "пізнання поточних подій". В той же ж час, багато людей наводять наступні причини користування медіа:
- я хочу навчитися робити щось, що перед цим ніколи не робив(-ла)
- я хочу задовольнити свою цікавість
- медіа спонукає мене дізнаватися більше про різноманітні речі
- медіа дає мені ідеї

Ці твердження ілюструють другий вид пізнання - використання медіа для задоволення потреби у загальних знаннях.
Різноманітність - друга базова ціль користувачів медіа. Вона може набирати різних форм, деякі форми, які були визначені дослідниками, це 1) стимуляція, або пошук полегшення від нудьги рутинних щоденних справ; 2) розслаблення, або втеча від тиску і проблем щоденного існування; 3) вивільнення стримуваних емоцій та енергії.
Соціальне єднання - психологи виділили набір соціальних потреб, які включають потребу підтримувати та укріплювати соціальні контакти з рідними, друзями і т.д. Соціальна функція медіа, яка спрямована на задоволення цієї функції, називається соціальним єднанням. Медіа забезпечує аудиторію спільним ґрунтом для соціальних розмов, і багато людей використовує почуте, побачене або прочитане для ведення соціальних дискусій з іншими. Опанування знань з різних тем має певну соціальну користь, так як дозволяє підтримувати розмову і бути певним, що співрозмовник ознайомлений з темою.
Абстрагування — часто члени аудиторії використовують медіа для того, щоб створити бар'єр між ними самими і іншими людьми, або іншою діяльністю. Наприклад, медіа дозволяє людям уникати певних обов'язків (наприклад, домашніх), які повинні бути виконані. Люди також використовують медіа, щоб створити буферну зону між собою та іншими. Часто газети, журнали, телевізор та навушники використовуються як знак того, що людина не бажає бути потурбованою..
Абстрагування часто означає:
- редукцію психічної напруги
- ескапізм
- підвищення самооцінки
- уникання самотності[5].

## Значимість теорії
Дослідники значно розширили горизонт знань, які пропонує теорія користі і задоволення. Наприклад, вони оновили критичний аналіз теоретичних і методологічних проблем, і в той же ж час інтегрували інші наявні теорії, такі як теорія очікування і оцінок, та теорію залежності до основних принципів теорії користі і задоволення. Інші провели важливу класифікацію між користю, яка очікувалася членом аудиторії та користю, яка була здобута, тому що часто перша може суттєво відрізнятися від другої.
Попри постійні дебати стосовно того, чи аудиторія є вроджено агентною чи пасивною, була зроблена концептуальна відмінність між інструментальними (або спрямованими на ціль) та ритуалістичними (або звичними) намірам користування медіа. В той же ж час, низька пояснювальна сила теорії користі та задоволення щодо впливу медіа-контенту на поведінку аудторії, яка підкреслювалася багатьма дослідниками, призвела до того, що дослідники почали заповнювати "білі" плями у базовій моделі теорії користі та задоволення. Кострукт активності аудиторії, який стверджує, що діяльність аудиторії до, протягом та після користування медіа матиме вплив на користь, яка буде здобута, було доведено емпірично. Інші науковці, які займалися розробкою теорії користі та задоволення зайшли у своїх дослідженнях на інші, "новіші" території. Наприклад, були зроблені деякі успіхи у спробах застосувати теорію до вивчення поведінки аудиторії при використанні кабельного телебачення, персонального комп'ютера та інтернету.
Безумовно, після того, як Е. Катц і Дж. Бламлер опублікували теорію, на неї був спрямований підвищений науковий інтерес. Хоча ідеологічна база даних про теоретичні перспективи у 1970-х була суперечливою, сила теорії є значною, про що свідчать постійні ситуації взаємодії аудиторії та медіа, які роблять застосування теорії доречним..

## Дотичні теорії до теорії "Користі і задоволення"
Спорідненою з концепцією користі та задоволення є теорія гри. Стосовно медіа її розробив У. Стефенсон. Він вважав, що взаємодія людей із мас-медіа відбувається або у формі суспільного контролю,який виявляється в їхніх внутрішніх переконаннях і цінностях, таких як релігія, традиції, політичні орієнтири (тут уявлення медіа або відсутнє, або дуже обмежене), чи у формі конвергентної селективності, коли нові форми поведінки, примхи дають змогу людям існувати поза громадським контролем (насамперед контролем громадської думки) і отримати задоволення. За У. Стефенсоном, люди шукають комунікаційного задоволення, долучаюсь до суб’єктивної гри, ситуації, коли вживання медіа-продукту приносить особисте задоволення. Воно не потребує зусиль і значною мірою це прогнозований процес, який може слугувати буфером проти проблем реального світу. З одного боку, медіа повинні надавати людям це задоволення, з другого «розгойдувати човен», сприяти зміні цінностей у період соціального реформування.
Близькими до теорій користі та задоволення є також теорії змови і медіазалежності. Прихильники теорії змови вважають, що впливові медіа перебувають у руках зловмисних власників і цілком зорієнтовані на інтереси їхнього класу. Зацікавлення мас не знаходять відображення в матеріалах медіа, і, таким чином, медіа є насправді шкідливим для всіх, окрім панівних класів.

## Критика теорії
Дослідниця Іен Анг також піддала критиці теорію, підваживши її в трьох аспектах:
1. Теорія надто індивідуалістична, тому що бере до уваги тільки індивідуальне психологічне задоволення, яке виникає в результати користування медіа. Соціальний контекст використання масової інформації, як правило, ігнорується. Це відкидає той факт, що частина використання медіа може не мати нічого спільного з бажанням отримувати задоволення, а може бути, наприклад, примусовим.
2. Відносно мало уваги приділяється медіа-контенту, дослідники зазвичай фокусуються на тому, чому люди користуються медіа, і менше на тому, якою є значимість того, що вони отримують.
3. Теорія передбачає, що медіа є апріорно функціональним явищем і тому може імпліцитно запропонувати виправдання теперішній організації медіа.[8]